# Parc Olímpic del Segre
El Parc Olímpic del Segre o el Parc del Segre és un equipament que va ser construït a la Seu d'Urgell pels Jocs Olímpics de Barcelona 92 per acollir el piragüisme en la disciplina d'eslàlom. Està situat vora el riu Segre mitjançant un canal artificial paral·lel de 800 metres que es bifurca en dos canals d'aigües braves d'un total de 500 metres de llarg. El desnivell d'aquests canals d'aigües braves és de 6,5 metres amb un cabal de fins a 15 m³. El Parc del Segre disposa d'una minicentral hidroelèctrica reversible, que, per una banda, produeix electricitat, i per l'altra, en èpoques de sequera garanteix prou cabal d'aigua per la seva utilització. També té un sistema de remuntadors mecànics que estalvia a l'esportista de baixar de l'embarcació i pujar de nou a peu.
A més a més, de disputar-se diverses competicions d'eslàlom, s'explota per al turisme de la zona amb diverses activitats d'aventura com el ràfting, l'hidrotrineu, bicicleta tot terreny, marxa nòrdica i d'altres.

## Història
El 1982 es van produir uns aiguats a la Seu d'Urgell que van provocar inundacions. Per aquest motiu, l'Ajuntament va mirar formes d'evitar que això tornés a passar, i es va fer una canalització i reparcel·lització dels terrenys propers al riu. Però el 1988 el Comitè Olímpic va decidir fer olímpica la prova d'aigües braves i, el 1992, amb motiu dels Jocs Olímpics de Barcelona, les proves d'eslàlom es van fer a la Seu.

## Campionats
- Jocs Olímpics d'Estiu de 1992
- 1999 ICF Canoe Slalom World Championships
- 2009 ICF Canoe Slalom World Championships
- Copa Pirineus 2010